# ウマグマ
『ウマグマ』（Ummagumma）は、1969年に発表されたピンク・フロイドの2枚組アルバム。

## 概要
「ウマグマ」とは、ニック・メイスンによればシド・バレット、ロジャー・ウォーターズ、デヴィッド・ギルモアが、生まれ育ったケンブリッジで覚えたという「性交」を意味するスラングで、「名前の響きが良くて面白かった」との理由でアルバムのタイトルとして採用された。本作は2枚組で、1枚目がバンド初となるライブ盤、2枚目がスタジオ盤の構成となっている。ノーマン・スミスがピンク・フロイドをプロデュースした最後のアルバムとなり、以後のアルバムはバンド自身によるプロデュースである。全英5位、全米74位を記録した。ジャケットでギルモアの近くに置かれているLPは、1958年公開の映画『恋の手ほどき』のサントラである。
ライブ盤は、1969年4月27日の当時バーミンガムにあった伝説的なクラブ「マザーズ」と、同年5月2日のマンチェスター・メトロポリタン大学でのライブが収録されている。収録されたのは当時のコンサートで人気の高いナンバーだった「天の支配」「ユージン、斧に気をつけろ」「太陽讃歌」「神秘」の4曲で、非常にパワフルなパフォーマンスを聴くことができる。なお、「星空のドライブ」のライブテイクも収録される予定だったが結局見送られた。
アルバム2枚目のスタジオ盤は、バンドメンバーのリチャード・ライト、ロジャー・ウォーターズ、デヴィッド・ギルモア、ニック・メイスンの4人のソロ作品で、演奏も全て作者自身の手によるものである。つまり、「ナロウ・ウェイ」のドラムはメイスンではなく作者のギルモアが叩いている。ただし、メイスンの「統領のガーデン・パーティ」に入っているフルートは彼の妻が奏でている。いずれも実験的な作風を凝らした作品で、このうちウォーターズ作の「グランチェスターの牧場」とギルモアの作品にボーカルが入っている。ギルモアは曲に詞を付けようとしたがうまく行かず、ウォーターズに助言を乞うも拒絶されている。これ以降、ギルモアは「デブでよろよろの太陽」「大人への躍動」の2曲以外を除いて自身がバンドの主導権を握る1987年まで歌詞を担当していない。

## 収録曲
ディスク1 ライブ・アルバム
サイド1
1. 「天の支配」 - "Astronomy Domine" (バレット)
2. 「ユージン、斧に気をつけろ」 - "Careful With That Axe, Eugene" (ウォーターズ、ライト、メイスン、ギルモア)

サイド2
1. 「太陽讃歌」 - "Set The Controls For The Heart Of The Sun" (ウォーターズ)
2. 「神秘」 - "A Saucerful Of Secrets" (ウォーターズ、ライト、メイスン、ギルモア)

ディスク2 スタジオ・アルバム
サイド1
1. 「シシファス組曲」 - "Sysyphus" (ライト)
2. 「グランチェスターの牧場」 - "Grantchester Meadows" (ウォーターズ)
3. 「毛のふさふさした動物の不思議な歌」 - "Several Species Of Small Furry Animals Gathered Together In A Cave And Grooving With A Pict" (ウォーターズ)

サイド2
1. 「ナロウ・ウェイ三部作」 - "The Narrow Way" (ギルモア)
2. 「統領のガーデン・パーティ三部作」 - "The Grand Vizier's Garden Party" (メイスン)

## パーソネル
ピンク・フロイド
- デヴィッド・ギルモア (David Gilmour) - リード・ギター、ボーカル (ライブ・アルバム) / ギター、ベース、キーボード、ドラム、ボーカル (ナロウ・ウェイ)
- ニック・メイスン (Nick Mason) - ドラム (ライブ・アルバム) / パーカッション、エフェクト (統領のガーデン・パーティ)
- ロジャー・ウォーターズ (Roger Waters) - ベース、ボーカル (ライブ・アルバム) / アコースティックギター、ボーカル (グランチェスターの牧場)、ボーカル (毛のふさふさした動物の不思議な歌)
- リチャード・ライト (Richard Wright) - キーボード、ボーカル (ライブ・アルバム) / オルガン、ピアノ、メロトロン、パーカッション (シシファス組曲)

追加パーソネル
- リンディ・メイスン (Lindy Mason) - フルート (統領のガーデン・パーティ)